# 蘇圖恩

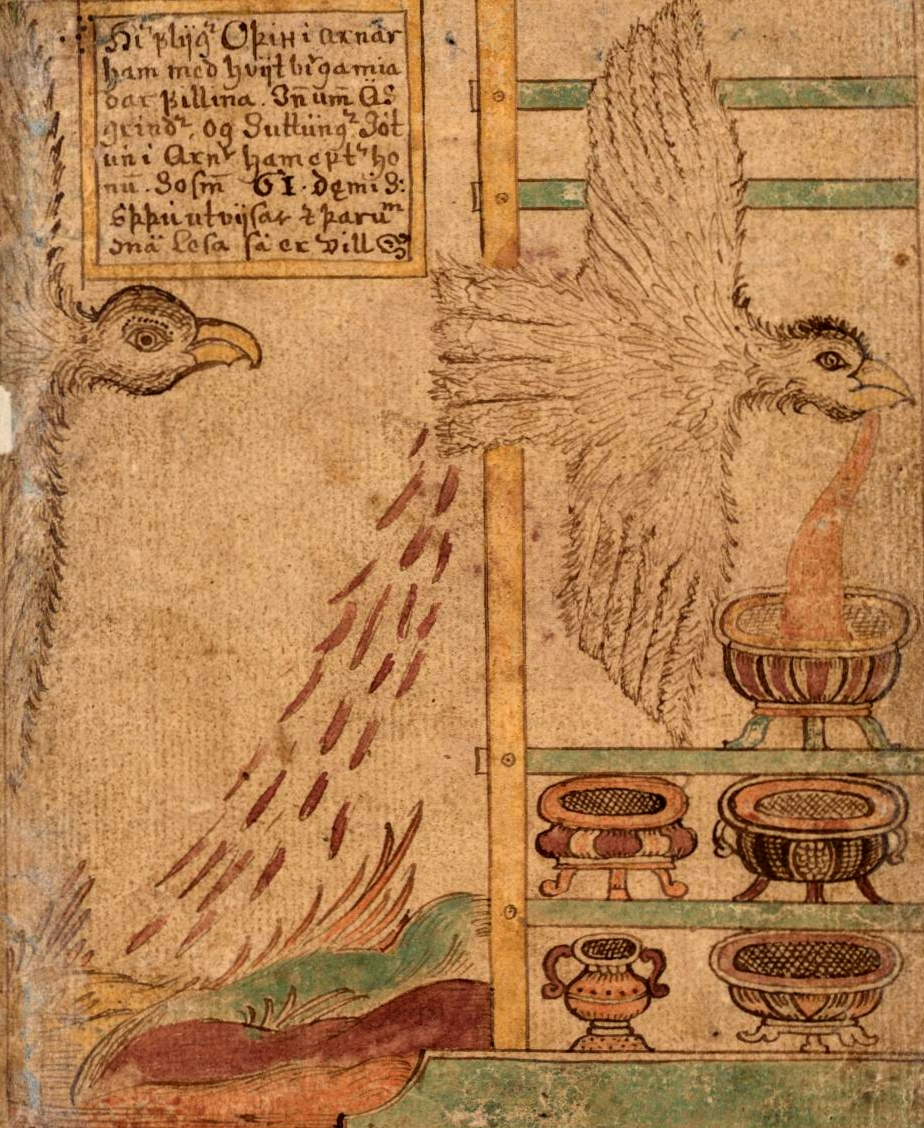
被蘇圖恩追趕的奧丁。18世紀冰島手抄本

蘇圖恩或譯蘇頓（英:Suttung），在北歐神話中的一名巨人，他是吉爾林（Gilling）之子，巴烏吉（Baugi）的兄弟。他的女兒叫格蘿德（Gunnlod）。
當吉爾林被侏儒法亞拉（Fjalar）和葛拉（Galar）給謀殺後，他追到這兩名兇手，由於這兩侏儒早先曾經謀殺人類智者克瓦希爾（Kvasir），並用克瓦希爾的血釀造了蜂蜜酒，只要飲用這種酒，就可以獲得詩的智慧，他們承諾將這種酒送給蘇圖恩而逃過一劫。
蘇圖恩將得來的酒藏在洞穴裡，並讓女兒格蘿德負責看守。奧丁（Odin）使了計謀欺騙巴烏吉，使巴烏吉帶領他來到山洞的所在地。然後奧丁和格蘿德共度三日以換取喝三口密酒的機會。但是奧丁三口就飲盡密酒，並變成老鷹飛回阿斯嘉特（Asgard）。蘇圖恩這時終於發現奧丁的計謀，也變成老鷹追過去，被追趕的奧丁不小心把蜜酒撒了一些出來，這些遺落的酒是平常人也可以喝到的，世間也因此有了詩人。

## 大众文化
- 《刺客信条：英灵殿》中的角色